# Дъглас SBD Донтлес
„Дъглас SBD Донтлес“ (Douglas SBD Dauntless) е модел самолети на американската компания „Дъглас Еъркрафт“, произвеждани през 1940 – 1944 година и използвани главно като палубни разузнавателни самолети и пикиращи бомбардировачи.
Проектиран е от Ед Хейнеман и извършва първия си полет на 1 май 1940 година. По време на Втората световна война се превръща в основния палубен бомбардировач на американските Военноморски сили, като от различните му модификации са произведени почти 6000 броя. Моделът изиграва важна роля за американската победа в Битката при Мидуей. През лятото на 1944 година производството му е спряно и той е заменен от по-мощния модел „Къртис SB2C Хелдайвър“, но в някои страни, като Мексико, остава в експлоатация до края на 50-те години.